# Originatorsko zdravilo
Originatorsko ali izvorno ali  inovativno zdravilo (tudi originalno zdravilo) je zdravilo, ki vsebuje novo učinkovino, za katero je pridobljeno dovoljenje za promet praviloma na podlagi lastnih študij proizvajalca, ki dokazujejo njegovo varnost, kakovost in učinkovitost.
V zadnjih dveh desetletjih je farmacevtska industrija doživljala znatno rast in na tržišču se je pojavilo okoli 100 originatorskih zdravil (napr. atorvastatin, klopidogrel), ki so pomenila tudi velik zaslužek: njihova prodaja je predstavljala okoli polovico celotne prodaje zdravil glavnih farmacevtskih podjetij. Številnim originatorskin zdravilom, ki so prinašala proizvajalcem velike zaslužke, se bliža potek patenta. V načrtih proizvajalcev je čedalje manj takih novih zdravil in obdobje masovno prodajanih originatorskih zdravil se izteka. Trendi kažejo na postopen premik proizvajalcev originatorskih zdravil k t. i. nišnim zdravilom, torej zdravilom, namenjenih manjšim skupinam bolnikov.

## Primerjava z generičnimi zdravili
Po poteku patentne zaščite in drugih oblik zaščite intelektualne lastnine, ki omogočajo originatorskem zdravilu ekskluzivnost na trgu, lahko po pridobitvi za promet na tržišče vstopijo generična (večizvorna) zdravila, ki so terapevtsko enakovredna, vendar praviloma cenejša. Razlika v ceni je posledica dejstva, da proizvajalec originatorskih zdravil znaten del zaslužka vlaga v drag razvoj novih zdravilnih učinkovin, proizvajalec generičnega zdravila pa nima visokih stroškov z razvojem učinkovine in opravljanjem vseh študij varnosti, kakovosti in učinkovitosti, temveč le posnema originalno zdravilo in dokaže biološko ekvivalenco (enakovredno biološko uporabnost) z njim.